# أمن رقمي
يشير مصطلح «الأمان الرقمي» أو «الأمن الرقمي» إلى كل تلك الطرق المختلفة والمتعددة التي تكون غايتها هي حماية حسابات الإنترنت المتعلقة في الحاسب الآلي وحماية الملفات من التسلل أو التدخل والتطفل من قبل مستخدمين خارجيين (غير مصرحين).

## أجهزة الحاسب والإنترنت
تتضمن عمليات "أمان الإنترنت" حماية حسابات الإنترنت للحاسب والملفات من الاقتحام والتدخل من قبل مستخدمين خارجيين، وأصبح اليوم الكثير من المستخدمين على دراية تامة على بعض شركات الحماية الحاسوبة وحماية حسابات الإنترنت مثل Symantec (Norton Anti-Virus) وMcAfee التي توفر لهم منتجات أمان الإنترنت للحماية من فيروسات الحاسب. أيضاً، تقوم تللك الشركات بتوفير جدران حماية آمنة وحماية ضد برامج التجسس، وتزود منظمات مثل مركز أمان الإنترنت (CIS) المؤسسات بموارد لقياس حالة أمان المعلومات إتخاذ قرارات استثمار عقلانية تحت معاييرالأمان.
ومن الأمثلة على الاستخدام الآمن لتقنيات البطاقات الذكية هو نموذج عمل بطاقة Microsoft .NET. هذا النموذج البرمجي متوفر في العديد من أنظمة تشغيل Microsoft Windows. يتضمن هذا البرنامج مكتبة حلول مشفرة لمنع مشاكل البرمجة الشائعة وجهاز افتراضي يدير تنفيذ البرامج المكتوبة خصيصاً للنماذج.

## الاتصالات السلكية واللاسلكية
ربما يكون أكثر أجهزة الإتصال أماناً والمعروفة على نطاق واسع هي بطاقة SIM (بطاقة هوية المشترك)، وهو جهاز مضمن في معظم الأجهزة الخلوية في العالم قبل الحصول على أي خدمة. تعد بطاقة SIM مجرد بداية لهذه البيئة الآمنة الرقمية.
تعتبر «معايير خوادم الويب الخاصة بالبطاقات الذكية» (SCWS) وصف للواجهات بخادم HTTP في البطاقة الذكية، ويتم إجراء اختبارات وفحوصات لتأمين معلومات الدفع والبطاقات الائتمانية من OTA التي تكون من وإلى الهاتف المحمول.
يتم تطوير أجهزة SIM/DVD المدمجة من خلال تقنية Smart Video Card التي تدمج قرصاً بصرياً متوافقاً مع DVD في مجسم بطاقة SIM العادية.
وهنالك تطورات أخرى في مجال الاتصالات والتي تشمل الأمن الرقمي، ومن هذه التطورات هو التوقيع على الأجهزة المحمولة والتي تستخدم بطاقة SIM المدمجة لإنشاء توقيع إلكتروني ملزم قانوناً.

## المعاملات المالية والتجزئة
وفقاً لتقرير UCLA Internet: Surveying the Digital Future (2000), تم الإفصاح بأن خصوصية البيانات الشخصية نشأت عوائق أمام المبيعات عبر الإنترنت، وأن أكثر من تسعة أشخاص من كل عشرة مستخدمين للإنترنت كانوا قلقون (نوعاً ما) أو قلقون (جدًا) بشأن أمان بطاقة الائتمان.
أكثر تقنيات الويب شيوعاً في تحسين الأمان بين المتصفحات ومواقع الويب تسمى بتقنية SSL وهي (طبقة منافذ التوصيل الآمنة) وهذه التقنية مُستخلفة من تقنية TLS وتُعرف بمسمى (أمان طبقة المرور ونقل البيانات). وهناك أمثلة أخرى أيضاً في تحسين الأمان العام مثل خدمات إدارة الهوية والتوثيق وخدمات أسماء النطاقات التي تسمح للشركات والمستهلكين بالمتاجرة أو بالمشاركة في إنشاء اتصالات آمنة.
تُستخدم اليوم عدة إصدارات من SSL و TLS في التطبيقات مثل تصفح الويب والبريد الإلكتروني والفاكس عبر الإنترنت والمراسلة الفورية وVoIP (نقل الصوت عبر بروتوكول الإنترنت). هناك العديد من التطبيقات القابلة للتشغيل المتبادل لهذه التقنيات، والجدير بالذكر أنه من بين كل تلك التطبيقات يوجد على الأقل تطبيق واحد مفتوح المصدر. تتيح التطبيقات ذات المصدر المفتوح لأي شخص بعرض مراجع أو مصادر الكود البرمجي للتطبيق والبحث عن الثغرات الأمنية فيه والإبلاغ عنها.
تشمل التطورات الأخرى في هذه الساحة تطوير التكنولوجيا مثل الإصدار الفوري الذي مكّن أكشاك مراكز التسوق التي تعمل نيابة عن البنوك من إصدار بطاقات ائتمان فورية للعملاء المهتمين.
تعاونت شركة بطاقات الائتمان فيزا وMasterCard لتطوير شريحة EMV الآمنة المدمجة في بطاقات الائتمان. شملت هذه الشراكة والتعاون وجود تطورات عديدة أخرى مثل «برنامج مصادقة الرقائق» حيث تمنح البنوك عملاؤها بطاقات محمولة قابلة للقراءة وذلك لإجراء معاملات إلكترونية آمنة عبر الإنترنت.

## السفر والنقل
العديد من جوازات السفر الحديثة الآن أصبحت جوازات سفر إلكترونية تحتوي على رقاقة مدمجة تخزن صورة رقمية ومعلومات شخصية مثل الاسم والجنس وتاريخ الميلاد. بالإضافة إلى ذلك، هنالك دول تستخدم تقنيات إلكترونية أخرى مثل تقنية التعرف على الوجه للحد من عمليات الاحتيال المتعلقة بالهوية الشخصية. ساهم تقديم جواز السفر الإلكتروني مسؤولي الحدود في التحقق من هوية حامل جواز السفر، وساعد أيضاً بمعالجة بيانات المسافرين أو الركاب بشكل فعال وسريع.
هناك خطط جارية في الولايات المتحدة والمملكة المتحدة وأستراليا لتقديم بوابات ذكية SmartGate بتقنية التعرف على شبكية العين والبصمات.
بالإضافة إلى ذلك، يتم تطوير رخص القيادة الإلكترونية باستخدام نفس التقنية. على سبيل المثال، استخدمت هيئة الترخيص في المكسيك (ICV) منصة بطاقات ذكية لإصدار أول تراخيص في برامج التشغيل الإلكترونية لمدينة مونتيري في ولاية نويفو ليون.
وإلى مجال آخر، هنالك نقلة نوعية في صناعة الطيران وذلك بتبديل استخدام التذاكر الورقية التقليدية إلى استخدام التذاكر الإلكترونية. تم تحقيق ذلك بفضل التقدم في معاملات بطاقات الائتمان عبر الإنترنت بالشراكة مع شركات الطيران وشركات الحافلات.
اعتمدت شركات الشحن استخدام تقنية RFID (تحديد تردد الراديو) كجهاز تتبع فعال وآمن رقمياً. على عكس الباركود، يمكن قراءة RFID على بعد 20 قدماً. يتم استخدام RFID بواسطة FedEx و UPS.

## الرعاية الصحية
حالياَ، يستخدم جميع مقدمي الرعاية الصحية وشركات التأمين الصحي الإنترنت لتقديم المنتجات والخدمات ولتقليل التكاليف.
تتعاون شركة Humana للرعاية الصحية مع شركة WebMD وOracle Corporation و EDS وMicrosoft و TriZetto لتمكين أعضائها من الوصول إلى سجلات الرعاية الصحية الخاصة بهم، إضافة إلى تقديم نظرة عامة على خطط الرعاية الصحية.
يتم حالياَ وضع سجلات المرضى بشكل متصاعد على شبكات إلكترونية محلية آمنة، مما يقلل هذا المسار من الحاجة إلى استخدام مساحات تخزين إضافية.

## الوصول الآمن
يستخدم كل من FBI وCIA وPentagon تقنية وصول آمنة محكومة لأي من مبانيهم. ومع ذلك، فإن استخدام هذا النوع من التقنية يزداد في عالم ريادة الأعمال أيضاً. المزيد والمزيد من الشركات تستفيد من تطوير تقنيات الوصول الرقمية الآمنة. على سبيل المثال، تُقدم شركة GE's ACUVision منصة مستقلة للوحة التحكم وذلك من أجل الوصول الآمن ومراقبة الإنذارات والتسجيل الرقمي.
تجمع الأساليب الجديدة بين إمكانات شبكة DVR مع وظيفة التحكم في الوصول الذكي ولوحة مراقبة الإنذار في تطبيق معالجة صورة واحدة. تجمع بعض الأنظمة [التي] الآن بين مراقبة / تسجيل / تشغيل الفيديو الرقمي، والتحكم في الوصول ووظائف اكتشاف التسلل في حل لوحة واحدة. مع أنظمة تسجيل الفيديو الرقمية المدمجة والتحكم في الوصول، يمكن لمسؤولي الأمن عرض الفيديو المباشر والمخزن المرتبط بظروف التنبيه ونشاط حامل البطاقة.

## إنظر أيضاً
العملات المشفرة والأمن